# Tablas de Pedro el Ceremonioso
Las  Tablas de Pedro el Ceremonioso  son unas tablas astronómicas encargadas por Pedro el Ceremonioso.

## Historia
El rey Pedro fue un gran impulsor de la cartografía y de la astronomía. Aparte de fabricar bombardas y usar una contra Pedro el Cruel en la batalla naval de Barcelona (guerra de los Dos Pedros), promulgó un decreto por que toda nave aragonesa debía llevar a bordo, entre otros, un compás, una carta portulana, y un astrolabio. La longitud se calculaba por estima, en cambio la latitud se calculaba por medidas de ángulos tomadas con instrumentos (cuadrantes, bastones de Jacob o astrolabios), hechos entre otros, por los judíos «bruxolers» de Mallorca. De noche se medía con la altura de la estrella polar y de día con la altura del Sol, con la ayuda de tablas conteniendo la declinación del Sol para ese día.
Como complemento pues de esta ley, encargó (1360-1380) a Jacob Corsino unas nuevas tablas, que había iniciado Pedro Gilbert y finalizó Dalmau Sesplanes, construyendo un observatorio y fabricando unos instrumentos astronómicos (esferas armilares, cuadrantes, astrolabios, etc.), de gran tamaño para ganar precisión, únicos en su tiempo y hoy desaparecidos.
Las tablas fueron totalmente calculadas en Barcelona por los más sabios de Aragón, Barcelona, Montepelusano y Marsella, siendo las primeras tablas no traducidas de las de Al-Juarismi, Al-Farghani o Al-Battani.

## Descubrimiento
Las tablas fueron descubiertas a finales del siglo XIX en un manuscrito en latín de la Biblioteca Nacional de Francia y en hebreo de la Biblioteca Apostólica Vaticana. Moritz Steinschneider comparó los dos textos y desmintió a Manuel Rico Sinobas, que los consideraba un epígrafe de las Tablas alfonsíes, añadiendo que ambos manuscritos decían que se habían hecho en Barcelona por orden del rey Pedro. Se encontraron los otros manuscritos en hebreo conservados en Suiza y en la Ciudad del Vaticano, además del documento en hebreo de Barcelona cedido por un rabino de la ciudad antes de la guerra civil española. Josep Maria Millàs Vallicrosa concluyó el debate al encontrar el manuscrito catalán en la biblioteca de Ripoll, y entre todos los documentos se logró reconstruir las tablas originales.

## Lista de manuscritos
- BNP n.º .10.263 (latín)

Rico Sinobas ⇒ epígrafe "T.Alfonsíes"
- B.Vaticana n.º .379, n.º .356 (hebreo)

M.Steinschneider ⇒ Rey Pedro, original catalán
- Ms.Berna n.º .227 (hebreo)
- N.B. Viena n.º 132 (hebreo)
- B.Catalunya n.º .1.664 (hebreo)
- B. Mata Ripoll ms. n.º .21 (catalán)

Encontrado por Millàs Vallicrosa